# Religioni nelle Seychelles
Il cristianesimo è la religione più diffusa nelle Seychelles. Secondo il censimento del 2010, i cristiani rappresentano l'89,1% della popolazione e sono in maggioranza cattolici; il 5,1% della popolazione segue altre religioni; l'1% della popolazione non segue alcuna religione e il restante 4,8% della popolazione non dichiara la propria affiliazione religiosa. Secondo stime dell'Association of Religion Data Archives (ARDA) riferite al 2015, i cristiani rappresentano il 91,2% della popolazione; il 3,4% della popolazione segue altre religioni; il 2,4% della popolazione non segue alcuna religione e il restante 3% della popolazione non dichiara la propria affiliazione religiosa.

## Religioni presenti

### Cristianesimo
Secondo il censimento del 2010, i cattolici rappresentano il 76,2% della popolazione, i protestanti sono il 10,5% della popolazione, gli ortodossi sono lo 0,1% della popolazione e i cristiani di altre denominazioni sono il 2,3% della popolazione.
La Chiesa cattolica è presente nelle Seychelles con la Diocesi di Port Victoria, che comprende tutto il territorio del Paese. 
Il principale gruppo protestante presente nel Paese è costituito dagli anglicani, che rappresentano il 6,1% della popolazione; sono inoltre presenti i pentecostali, gli avventisti del settimo giorno e altri gruppi evangelicali.
La Chiesa ortodossa è presente nelle Seychelles con la Chiesa greco-ortodossa di Alessandria.
Fra i cristiani di altre denominazioni, sono presenti i Testimoni di Geova e la Chiesa neo-apostolica. 

### Altre religioni
Secondo il censimento del 2010, le due più importanti religioni non cristiane nelle Seychelles sono l'induismo e l'islam, che sono seguite rispettivamente dal 2,4% e dall'1,6% della popolazione; sono inoltre presenti la religione bahai e piccoli gruppi di giainisti, buddhisti e seguaci della religione tradizionale cinese. Una parte della popolazione segue ancora le religioni africane tradizionali mescolandole con il cristianesimo, per cui tende a credere negli spiriti e nella magia e a rivolgersi a indovini e guaritori.